# Il bambino che guardava le donne
Il bambino che guardava le donne è un romanzo scritto da Giampaolo Pansa. Narra di uno strano triangolo d'amore nel Secondo dopoguerra: Giuseppe, troppo giovane, Carmen, la fascista e Attilio, l'ebreo.

## Trama
È il Natale del 1947 quando Giuseppe, undici anni, si introduce nel misero abbaino dove vive Carmen con la scusa di portarle in regalo dei mandarini. Ispirato da precoci fantasie erotiche le si avvicina, vuole toccarla, anche se Carmen ha il doppio della sua età e porta addosso un marchio infamante: dicono che sia stata una repubblichina di quelle cattive, feroce ausiliaria nell'esercito di Salò. Giuseppe non capisce bene certe cose, ma sa che nella sua città, Casale Monferrato, molti ebrei sono scomparsi nel nulla: il medico, il sarto, la vedova dell'antiquario, il preside della scuola e molti altri. A complicare il tutto arriva Attilio, studente di chimica, ex partigiano ed ebreo scampato ad Auschwitz. E accade che, contro ogni logica, Carmen e Attilio siano attratti l'una dall'altro in un rapporto impossibile, violento, doloroso: troppo brucianti le pene sofferte da entrambi e troppo vicini i fantasmi dei campi di sterminio, che di tanto in tanto riaffiorano alla mente. Giuseppe sta a guardare il compiersi di un destino che gli sembra totalmente sbagliato. Ma sorprendentemente tutto ha un senso: questo romanzo, ambientato nel dopoguerra, inizia e si conclude nell'autunno del 1998 con la voce narrante dell'avvocato De Filippis, il quale conosce molto bene tutta la storia fino alla fine. A lui, bambino divenuto oramai uomo, spetta l'obbligo di ricordare; anche per quelli che non ci sono più.

## Edizioni
- Giampaolo Pansa, Il bambino che guardava le donne, Milano, Sperling & Kupfer, 1999, ISBN 88-200-2912-X.
- Giampaolo Pansa, Il bambino che guardava le donne, Milano, Mondolibri, 1999.
- Giampaolo Pansa, Il bambino che guardava le donne, collana Sperling paperback, Milano, Sperling & Kupfer, 2002, ISBN 978-88-6061-403-2.
- Giampaolo Pansa, Il bambino che guardava le donne, collana Superbestseller, n. 891, Milano, Sperling & Kupfer, 1999, ISBN 978-88-6061-403-2.
- Giampaolo Pansa, Il bambino che guardava le donne, in Il romanzo della guerra civile, collana Sperling serial, n. 92, Milano, Sperling & Kupfer, 1999, ISBN 978-88-6061-552-7.